# Aeroporto di Clermont-Ferrand Auvergne
L'aeroporto di Clermont-Ferrand Auvergne è un aeroporto francese situato vicino alla città di Clermont-Ferrand, nel dipartimento di Puy-de-Dôme.

## Galleria d'immagini

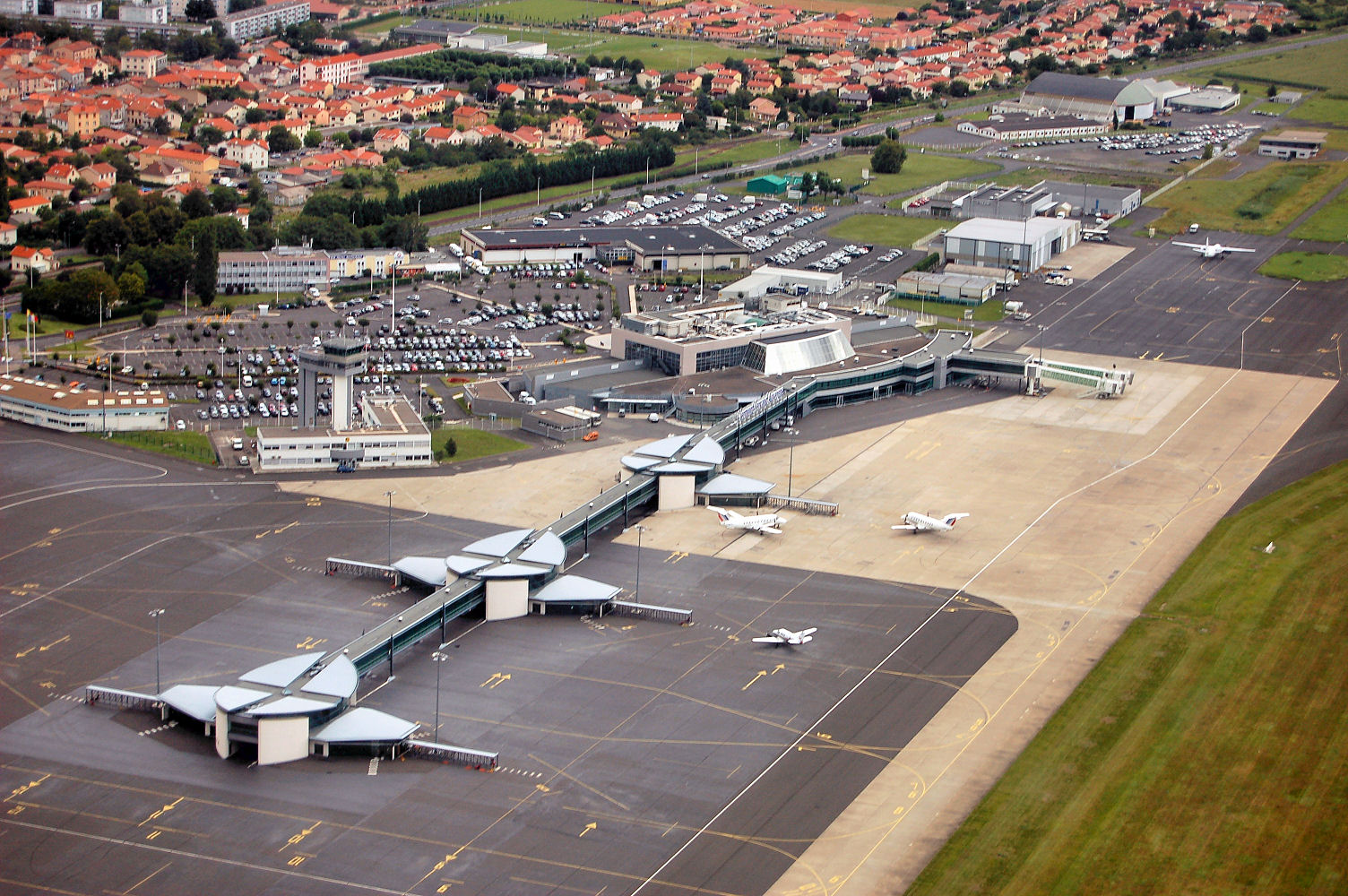
Il piazzale
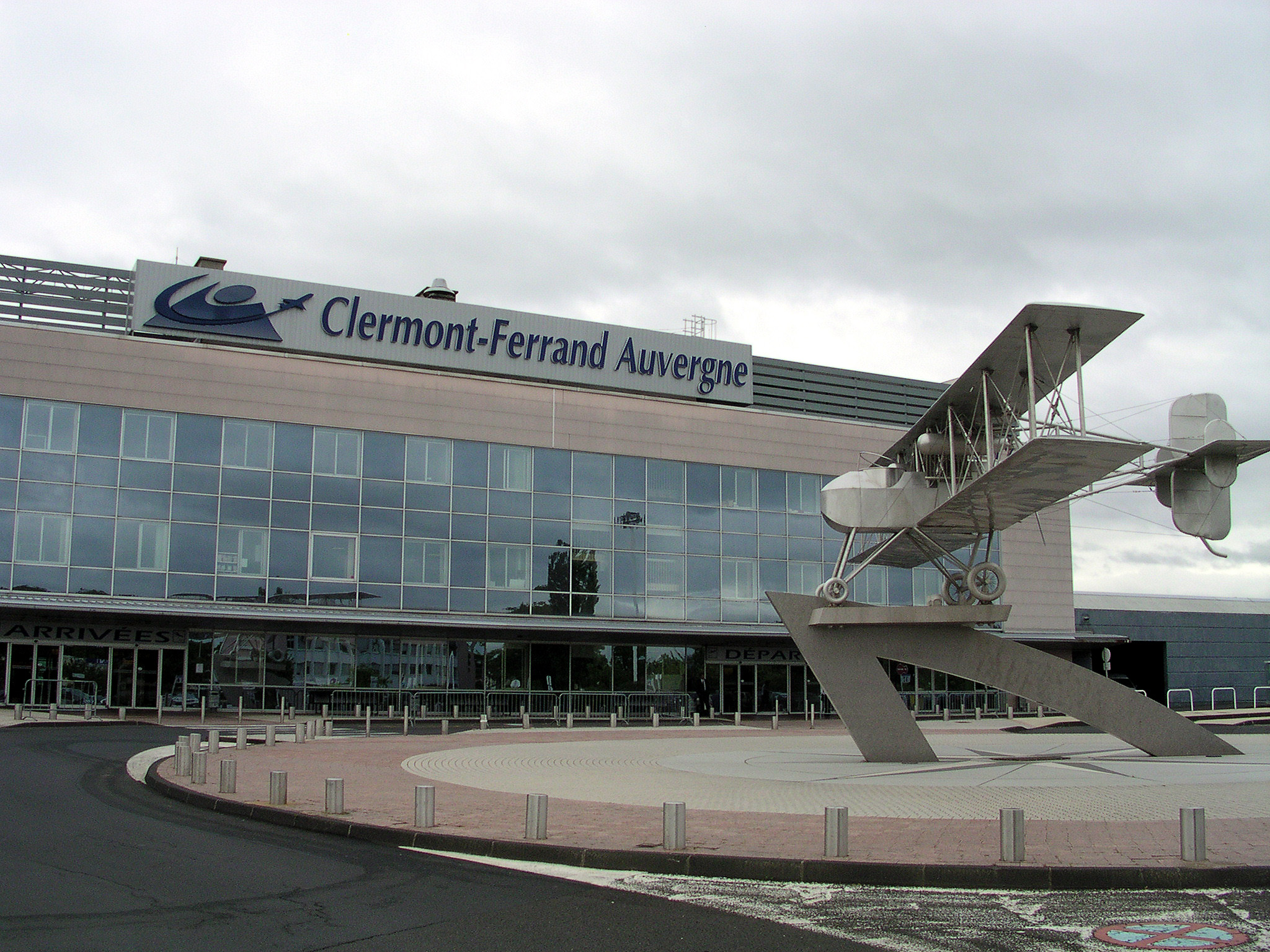
Il terminal
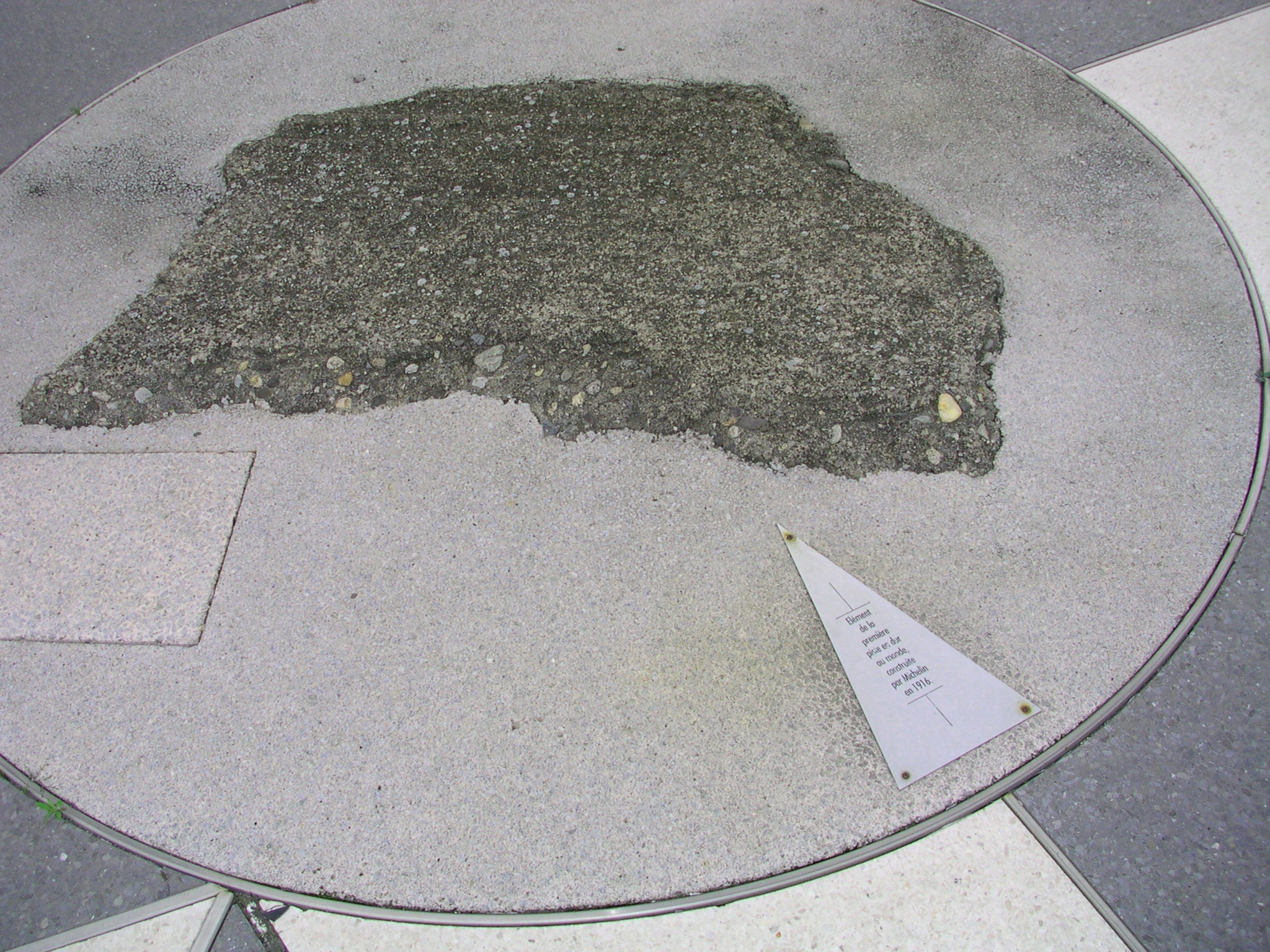
Pezzo della pavimentazione della prima pista (1916)
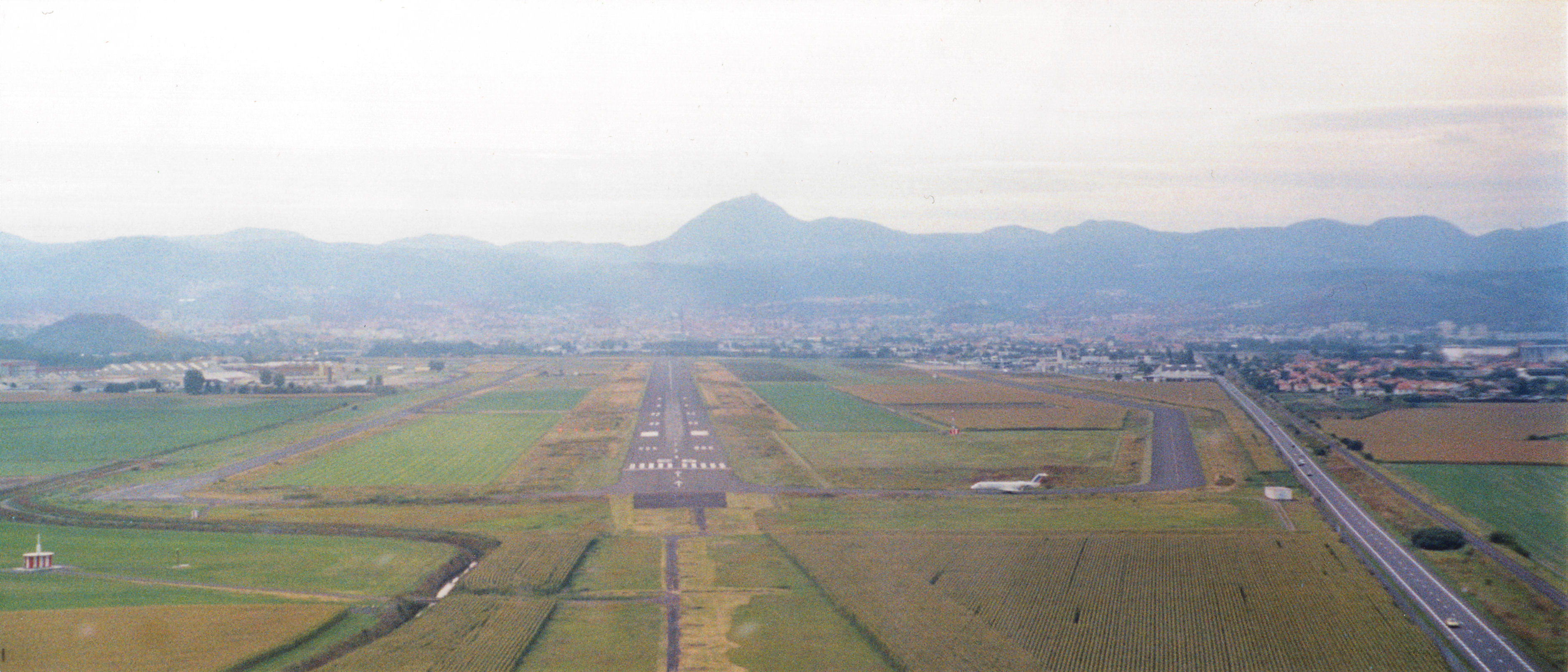
La pista